# Arrondissement de Baba Garage
L'arrondissement de Baba Garage est l'un des arrondissements du Sénégal. Il est situé au nord du département de Bambey, dans la région de Diourbel.
Il comprend trois communautés rurales :
- Dinguiraye ;
- Baba Garage ;
- Keur Samba Kane.

Son chef-lieu est Baba Garage.